# Qiu Jun
Qiu Jun (Wuhan, 1948 - Wuhan, 6 de febrero de 2020) fue un culturista chino y campeón de culturismo que ganó numerosos premios en la categoría senior. Ganó muchas competiciones nacionales y también ocupó el segundo lugar en el torneo internacional de culturismo llamado "Noche Olímpica Mundial" de 2019 que tuvo lugar en China.

## Carrera
En 1964, Qiu Jun, cuando solo tenía dieciséis años, ingresó a la fábrica de vehículos de Wuchang después de graduarse de la escuela secundaria técnica y fue responsable del mantenimiento del ferrocarril. En 1990, participó en la primera competencia de culturismo en la provincia de Hubei en nombre de la fábrica y obtuvo el quinto lugar en la provincia. Desde entonces, se obsesionó con el culturismo. Cuando brotó el SARS en 2003, Qiu Jun se retiró de la fábrica. Su esposa falleció dos años después. Él y su única hija, Qiu Qi, vivían juntos. Afortunadamente, también tenía un pasatiempo fitness.
Qiu Jun había sido un entusiasta del fitness durante las últimas dos décadas. Desde su retiro en 2003, participó en varias competiciones de culturismo y ganó muchos honores. Él solo comenzó a hacer ejercicio después de su retiro, se unió a un gimnasio y eventualmente entrenó a otros y participó en competiciones de culturismo. En 2019, se suponía que debía participar en un torneo internacional de culturismo llamado "Noche Olímpica Mundial", donde ganó el segundo lugar en la categoría de ancianos.

## Muerte
Durante la pandemia de coronavirus 2019-20 en China, Qiu fue diagnosticado con la enfermedad del COVID-19 causada por el virus del SARS-CoV-2. El 6 de febrero de 2020, murió a causa de la infección en el hospital local de la Cruz Roja.